# Monument de la Résistance à Heks
 (novembre 2019).
Le Monument de la Résistance à Heks est une monument dans la partie Est de la Belgique, dédié aux résistants de l’Armée secrète, secteur Borgloon, tombés pendant la Seconde Guerre mondiale.

## Situation et accès
Située au coin des rues Hekslaan et Molenstraat à Heks, ce monument aux morts est localisé devant l’ancienne maison communale. 

## Inscriptions
- Face : 1940 - 1945 GEHEIM LEGER SEKTOOR BORGLOON DANKT ZIJN 17 GESNEUVELDE VERZETSLEDEN
- Côté gauche: 9 noms
- Côté droit: 9 noms